# Liste der Fließgewässer im Flusssystem Mistel
Die Liste der Fließgewässer im Flusssystem Mistel umfasst alle direkten und indirekten Zuflüsse der Mistel, soweit sie namentlich auf der Topographischen Karte 1:10000 Bayern Nord (DK 10), im Kartenwerk des Stadtplandienstes der Euro-Cities AG oder im Kartenservicesystem des Bayerischen Landesamtes für Umwelt (LfU) aufgeführt sind. Namenlose Zuläufe und Abzweigungen werden nicht berücksichtigt. Wenn sich nach dem Zusammenfluss zweier Gewässerabschnitte der Gewässername ändert, werden die beiden Zuflüsse als Quellzuflüsse separat angeführt, ansonsten erscheint der Teilbereichsname in Klammern. Die Längenangaben sind auf eine Nachkommastelle gerundet. Die Fließgewässer werden der Reihenfolge nach flussabwärts aufgeführt. Die orografische Richtungsangabe bezieht sich auf das direkt übergeordnete Gewässer.

## Mistel
Die Mistel ist ein ca. 12 km langer, linker Zufluss des Roten Mains in Oberfranken.

## Direkte und indirekte Zuflüsse derMistel
- Näßgraben (links)
- Schneckengraben (rechts)
- Röthelbach (rechts)
- Hohenreuthbächlein (links)
- Frauenbach (rechts)
- Theuersbach (rechts)
- Weidesbach (links)
- Funkenbach, Oberlauf auch Säubach, Unterlauf auch Talbach (rechts)
- Hackersbach (links)
- Sonnleitenbach (rechts)
- Hermannsbach (links)
  - Esbach (rechts)
- Forkendorfer Bach (rechts)
- Talmühlbach (links)
  - Mühlbach (rechts)
- Teufelsgraben (links)
- Sendelbach (mit Tappert) (rechts), 7,0 km
  - Wolfgraben (rechts)
  - Aubach (links)
    - Finsterweihergraben (links)

## Flusssystem Roter Main
Siehe auch: Liste der Fließgewässer im Flusssystem Roter Main.